# Pepi al II-lea Neferkare

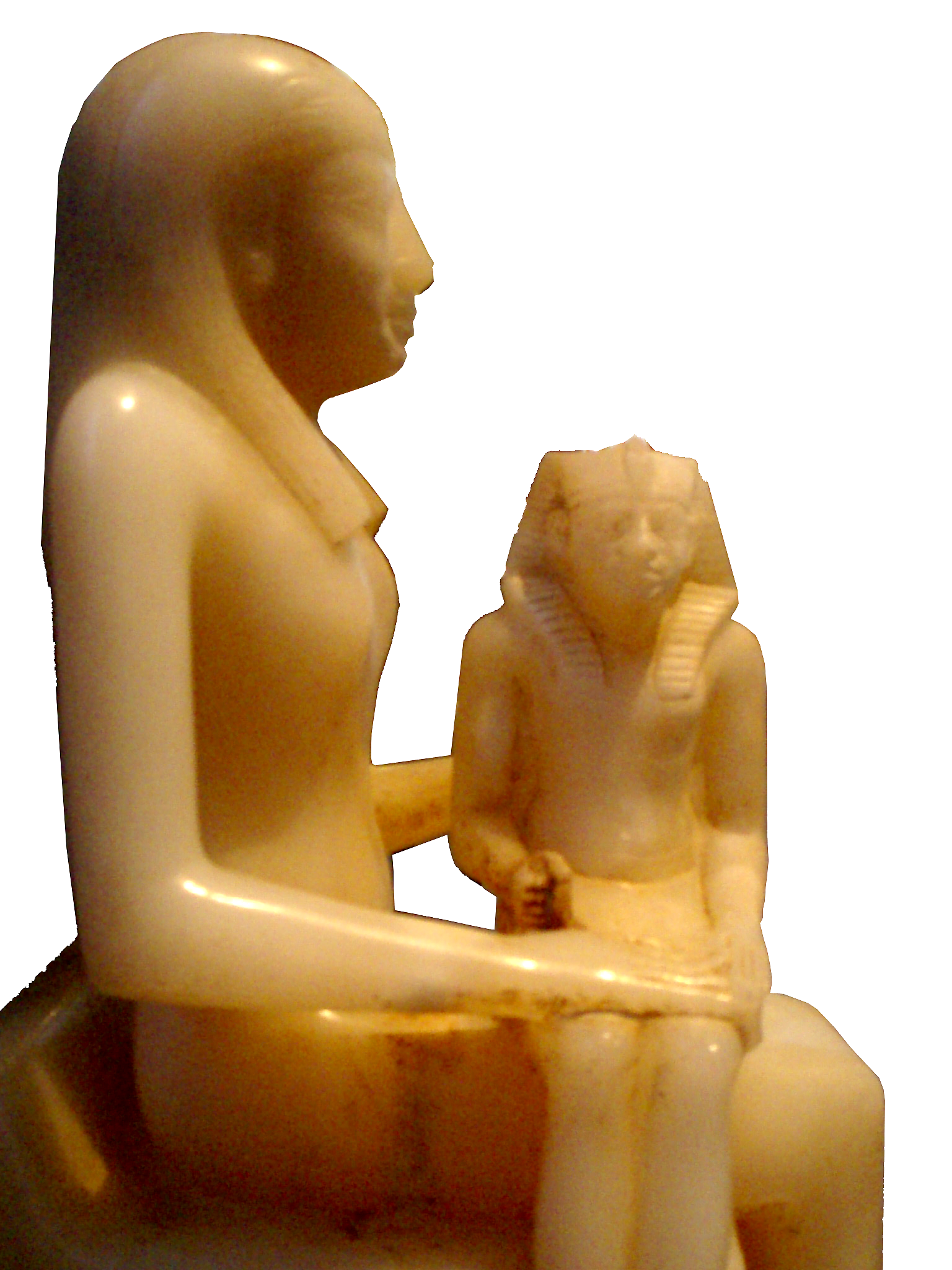
Regina Ankhnes-merire a II-a cu Pepi al II-lea în brațe

Pepi al II-lea, (2259-2185) a fost al 5-lea faraon al dinastiei a VI-a a Egiptului Antic.
- Numele de naștere: Pepi
- Forma grecizată: Phiops (Manethon, Fr. 20).
- Numele de domnie: Nefer-ka-Re „Cel cu ka-ul perfect, un Re“.

## Biografie
Pepi al II-lea a fost fiul lui *Pepi I și al reginei Ankhnes-merire a II-a.
În literatura de specialitate de multe ori apare ca fiind suveranul cu cei mai mulți ani de domnie, adică 94 de ani. În Canonul Regal din Torino (col. IV. 5) suveranul ar fi domnit mai mult de 90 de ani, cifra unităților fiind efațată. După cum a specificat egiptologul H. Goedicke, este mai mult ca sigur că această cifră foarte mare este eronată, deoarece scribul a confundat cifra 60 cu 90, ceea ce în scrierea hieratică, în care a fost redactat documentul, sunt similare. Se pare că Manethon a preluat tradiția transmisă de papirusul regal și prin urmare afirmase că „Phiops…și-a început domnia la vârsta de 6 ani…“, domnind până la vârsta de 100 de ani. După același egiptolog american, cifra vehiculată de preotul din Sebennytos este foarte apropiată de cei 110 ani de viață, care apar în textele egiptene și reprezintă vârsta ideală de viață pentru vechii egipteni.
Desigur, documentele istorice ale vremii nu lipsesc, însă ultima dată se referă la „…cea de-a 32-a (31?) întâmplare…“, adică la 64 de ani de domnie ai lui Pepi al II-lea. Într-adevăr, dacă ținem cont de observațiile lui H. Goedicke, este nefiresc ca în râstimp de 30 ani să nu apară nici o însemnare privind domnia faraonului. Textul la care ne-am referit provine din sanctuarul central al templului funerar al lui Pepi al II-lea. Dacă acceptăm data propusă de Goedicke atunci întreaga cronologie a sfârșitului dinastiei a VI-a pare a fi mult mai rezonabilă decât cea vehiculată până la el. 
Date interesante despre domnia lui Pepi al II-lea conțin textele autobiografice ale înalților demnitari ai vremii. Horkhuf, administratorul Egiptului de Sus, posedă un mormânt de dimensiuni mari la Qubbet el-Hawa (Assuan). În textul autobiografic, gravat pe fațada mormântului său, Horkhuf relatează despre misiunile pe care le-a dirijat în teritoriile aflate la sud de Egipt, în calitate de „șef al caravanelor“(imira au). În urma unei asemenea acțiuni, regele aflând că Horkhuf s-a întors din țara Yam, printre altele, și cu un pigmeu i-a adresat o scrisoare, datată în anul al 4-lea al domniei sale, prin care îi solicită venirea la Memphis împreună cu pigmeul pentru a-l distra. Considerând primirea acestei depeșe o onoare, demnitarul a inclus textul ei în autobiografia sa.
Un înalt demnitar, Pepinakht, „șeful trupei, cancelar și prieten unic al regelui“, a întreprins din ordinul lui Pepi al II-lea raiduri militare la sud de prima cataractă. În urma acestora, Pepinakht, numit și Heqaib, a adus la Memphis o pradă prețioasă: două prințese și copiii lor din Wawat și Irtjet, precum și numeroși șefi locali din regiunile amintite.
Întâmplări interesante relatează și textul autobiografic din mormântul lui Sabni de la Qubbet el-Hawa (Assuan). Personajul, care a purtat și titulatura de „confident al regelui din fruntea sudului“, a întreprins o acțiune militară în Nubia cu scopul de a readuce în țară corpul tatălui său, Mekhu, cel care a decedat în cursul unor lupte purtate cu nubienii. Sabni a adus și o bogată pradă de război, motiv pentru care regele l-a numit preot funerar al piramidei sale de la Saqqara, ceea ce a însemnat în același timp și primirea a cca. 12 ha de pământ.
Asemănător predecesorilor săi, Pepi al II-lea continuă exploatarea carierei de alabastru de la Hatnub, multe dintre operele de artă, în special statui și vase fiind confecționate din acestă piatră.
Continuând politica faraonilor dinastiilor a V-a și a VI-a, Pepi al II-lea a acordat o mare însemnătate relațiilor comerciale cu zona Libanului, de unde au fost aduse în special diferite specii de conifere pentru a confecționa nave, a le utiliza în construcții civile și religioase sau pentru sarcofage. Turcoaza și cuprul au fost aduse de la Wadi Maghara din Sinai, în timp ce alevritul de la Wadi Hammamat.
Din timpul domniei lui Pepi al II-lea datează o serie de decrete regale: unul de la Abydos, patru de la Coptos, unul de la Saqqara și un decret în favoarea guvernatorilor Oazei Dakhla. Aceste decrete în marea lor majoritate sunt în legătură cu instituirea cultului mortuar al unor personalități (v. cazul reginei Udjebten, al guvernatorilor de oaze Khentika și Medunefer din Khargeh etc.) și care necesitau numirea unui personal specializat sau scutirea unor temple de o serie de impozite și dări (v. cazul templui zeului Min din Coptos). 
În timpul domniei lui Pepi al II-lea se poate vorbi de o întărire a influenței și a poziției marilor demnitari ai unor provincii, ceea ce va duce treptat la o descentralizare a puterii regale. Înalții funcționari din Qusae, Akhmim, Abydos, Edfu sau Elephantine vor acumula averi impresionante, care vor fi transmise din tată în fiu. Numirea de către faraon a doi viziri, unul pentru Egiptul de Jos și unul pentru Egiptul de Sus, reflectă intenția suveranului de a efectua un control mai eficient asupra provinciilor.

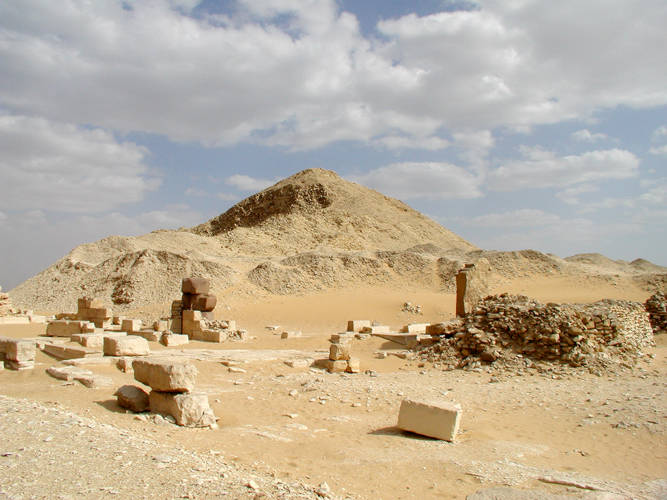
Piramida lui Pepi II

Complexul mortuar al lui Pepi al II-lea a fost construit la Saqqara, piramida sa situându-se la sud de cea a lui Merenre și *Djedkare, foarte aproape de mastabaua lui *Shepseskaf . Inițial avea o înălțime de 52,5 m, actualmente fiind destul de ruinată. În templul văii au fost descoperite reliefuri care-l înfățișează pe rege în fața zeilor sau subjugând inamicii, ori aflat la vânătoare. Templul mortuar păstrează inovația adusă încă din timpul lui *Niuserre, iar basoreliefurile îl înfățișează pe faraon triumfând asupra tuturor forțelor care provoacă dezordine în Univers. Francezul G. Jéquier, care a efectuat săpături în complexul său morturar între anii 1926-1936, a reușit să clarifice faptul că multe dintre reliefurile aparținând sepulturii lui Pepi al II-lea au fost copiate de către artiști din complexul lui *Sahure.
În jurul zidului de incintă al piramidei lui Pepi al II-lea se găsesc micile piramide aparținând nevestelor sale Iput a II-a, Neith și Udjebten, fiecare cu propriile capele, temple și piramidele satelit.